# Otto Stäber
Otto Stäber (* 23. April 1854 in Bärenstein (Erzgebirge); † nach 1926) war ein deutscher Architekt und Baumeister bzw. Bauunternehmer.
Otto Stäber gründete am 1. Januar 1885 in Chemnitz sein „Bureau für Architektur und Bauausführung“, das über 40 Jahre bestand und in dieser Zeit wesentlich an der baulichen Entwicklung der Stadt Chemnitz zu einer industriell geprägten Großstadt beteiligt war. 
Eine große Anzahl öffentlicher und privater Bauwerke wurden im Lauf der Jahrzehnte von seinem Unternehmen ausgeführt. Zum Erfolg trug die Anpassung an neue bautechnische Entwicklungen und bauwirtschaftliche Tendenzen bei, so wurden im Lauf der Jahre neben Hochbau und Tiefbau auch Betonbau und Eisenbetonbau angeboten. Eine modern eingerichtete Bautischlerei und Glaserei vervollständigte den Gesamtbetrieb. Später trat Ernst Geyer als Mitinhaber ein und führte das Unternehmen nach Stäbers Tod weiter.
Über das soziale Engagement des erfolgreichen Bauunternehmers Otto Stäber ist überliefert, dass er eine durch seine Bauunternehmung errichtete Kleinkinderbewahranstalt (Kindergarten / Kindertagesstätte) jahrzehntelang persönlich förderte und unterstützte.

## Bauten
Die meisten der hier genannten Bauten wurden nach Entwürfen anderer Architekten durch Otto Stäber und sein Bauunternehmen ausgeführt.
- 1894: Fabrikgebäude mit Fabrikantenvilla für die Maschinenfabrik Arno Loose in Chemnitz-Altendorf
- 1897: Verwaltungsgebäude der Sächsischen Maschinenfabrik AG vorm. Richard Hartmann in Chemnitz, Hartmannstraße 24 (Entwurf wohl von Stäber, 1922 erweitert, Eingangsportal von Bildhauer Bruno Ziegler)
- 1901–1903: Pestalozzi-Schule in Aue
- 1902–1905: Dienstgebäude der Kreishauptmannschaft Chemnitz und der Amtshauptmannschaft Chemnitz in Chemnitz, Emil-Rosenow-Straße (Entwurf von Conrad Canzler)
- 1905–1908: Lutherkirche in Chemnitz, Zschopauer Straße (Entwurf von Otto Kuhlmann)
- 1906: Chemnitzer Krematorium, Reichenhainer Straße (Entwurf von Gesler und Ribi[2])
- 1906–1908: König-Albert-Museum in Chemnitz, Theaterplatz (Entwurf von Stadtbaurat Richard Möbius)
- 1908/1909: Landhaus Kurt Keller in Niederlößnitz (heute Radebeul), Terrassenstraße 1 (Entwurf von Otto Stäber)
- 1910–1912: Dienstgebäude der Handelskammer Chemnitz in Chemnitz, Carolastraße 4 (Entwurf von Alfred Zapp und Erich Basarke; heute „Medienhaus“)
- 1911–1912: Dienstgebäude der Gewerbekammer Chemnitz in Chemnitz, Hohe Straße 8 (Entwurf wohl von Ernst Heidrich)
- 1912–1913: Dr. Steins Neues Sanatorium in Sülzhayn (Entwurf von Otto Stäber)
- 1926: Hochhaus der Weberei Cammann & Co. AG in Chemnitz-Furth, Blankenauer Straße 74 (Entwurf von Willy Schönefeld, erstes Hochhaus in Chemnitz)
- 1929: Büro- und Geschäftshaus der städtischen Sparkasse in Chemnitz, Zwickauer Straße / Stollberger Straße (Entwurf von Stadtbaurat Fred Otto)